# Verkhni Liubaj
Verkhni Liubaj (en rus: Верхний Любаж) és un poble de l'óblast de Kursk, a Rússia, que en el cens del 2010 tenia 1.674 habitants. Pertany al districte rural de Fatej.